# Mary Francis Butts

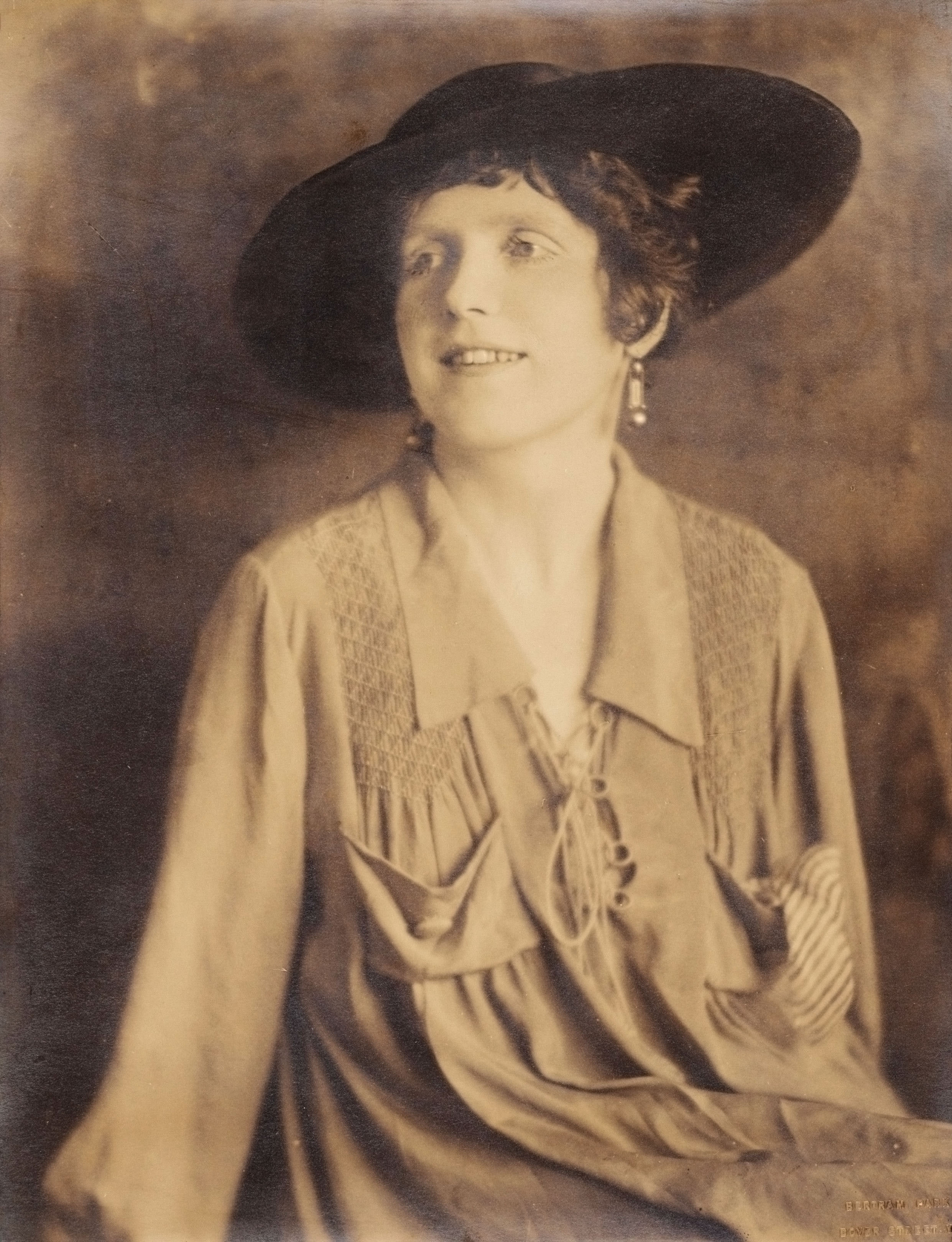
Mary Butts im Alter von 29 Jahren

Mary Francis Butts (* 13. Dezember 1890 in Poole; † 5. März 1937 in Penzance) war eine englische Schriftstellerin der literarischen Moderne. Ihre Arbeit fand Anerkennung in Literaturzeitschriften wie The Bookman und The Little Review sowie bei T. S. Eliot, H. D. und Bryher. Nach ihrem Tod gerieten ihre Werke in Vergessenheit, bis sie in den 1980er Jahren wieder veröffentlicht wurden.

## Familie und Studium
Butts war die Tochter von Mary Jane (geb. Briggs) und Frederick John Butts. Sie hatte einen jüngeren Bruder, Anthony. Ihr Urgroßvater war Thomas Butts, ein Freund von William Blake. Sie wuchs in Salterns auf und wurde eine Verehrerin der Blake-Aquarelle, die ihr Vater geerbt hatte. 1905 starb ihr Vater; danach wurde sie in die Mädchenschule St. Leonard's in St Andrews (1905–1908) geschickt. 1906 verkaufte ihre Mutter die Bilder von Blake und heiratete 1907 erneut. Von 1909 bis 1912 studierte Mary am Westfield College in London, wo sie aber keinen Abschluss absolvierte. Dort wurde sie erstmals auf ihre bisexuellen Gefühle aufmerksam. Anschließend studierte sie an der Londoner School of Economics, die sie 1914 abschloss.

## Leben
Sie wurde Schülerin, als Soror Rhodon, des Okkultisten Aleister Crowley und war Koautorin am Crowleys Buch Magick Buch 4 (1912).
Im Jahr 1916 begann sie ein Tagebuch zu führen, das sie bis zu ihrem Todesjahr führte.
In den ersten Jahren des Ersten Weltkriegs lebte sie in London, wo sie Sozialarbeit für den London County Council in Hackney Wick leistete und in einer lesbischen Beziehung lebte. Dann traf sie den Dichter John Rodker, einen Pazifisten, der sich damals in Dorking mit seinem Dichterkollegen und Pazifisten Robert Trevelyan versteckte. Am 6. Mai 1918 heiratete sie Rodker und gebar im November 1920 ihre Tochter Camilla Elizabeth. Butts übernahm Rodkers Pazifismus und half Rodker, sich als Verleger zu etablieren. Durch ihn lernte sie mehrere Schriftsteller kennen, darunter Ezra Pound, Wyndham Lewis, Ford Madox Ford, Roger Fry und May Sinclair. Kurz nach der Geburt ihrer Tochter begann sie eine Beziehung mit Cecil Maitland.
In den frühen 1920er Jahren war Butts hauptsächlich in Paris, wo sie sich mit mehreren Schriftstellern und Künstlern anfreundete, darunter der Maler Cedric Morris und der Künstler, Dichter und Filmemacher Jean Cocteau, der ihr Buch Imaginary Letters (1928) illustrierte. Mitte 1921 verbrachte sie mit Maitland etwa zwölf Wochen in Aleister Crowleys Abtei Thelema in Sizilien; sie fand die Praktiken dort schockierend und wurde drogensüchtig. In den Jahren 1922 und 1923 lebten sie und Maitland in der Nähe von Tyneham, Dorset. Ihre Romane der 1920er Jahre prägen die Landschaft von Dorset. 1923 erschien ihr Geschichtenbuch Speed the Plough and other stories; 1925 folgte ihr erster Roman Ashe of Rings, welches von Robert McAlmon veröffentlicht wurde.
Ein Porträt von Mary Butts wurde 1924 von Cedric Morris gemalt und eine Porträtzeichnung von ihr wurde von Jean Cocteau angefertigt.
1927 wurden sie und Rodker geschieden. 1930 heiratete sie den homosexuellen Künstler William Park „Gabriel“ Atkin oder Aitken (1897–1937). Mary nannte sich fortan Aitken behielt aber ihren Mädchennamen für ihre Schriften bei. Nach einer Zeit in London und Newcastle ließen sie sich 1932 in Sennen auf der Halbinsel Penwith an der Westspitze von Cornwall nieder. 1934 war die Ehe gescheitert.
Butts war eine glühende Verfechterin des Naturschutzes und griff in ihren Broschüren Warning To Hikers and Traps For Unbelievers die Verschmutzung der englischen Landschaft an.
1933 wurde sie in Sennen von George Manning-Sanders dem jungen Schriftsteller Frank Baker vorgestellt. Einige Zeit später, als Baker mit seinem Freund John Raynor im St Hilary lebte, trafen sie und Baker sich wieder und wurden Freunde. Sie wurden Mitglieder der Gemeinde St. Hilary’s Kirche, wo Pater Bernard Walke Krippenspiele aufführte, die von der BBC gesendet wurden.

## Tod
Kurz vor ihrem Tod arbeitete sie an einer Studie über Kaiser Julian der Apostat. Sie starb mit 46 Jahren nach einer Operation an einem perforierten Magengeschwür im West Cornwall Hospital in Penzance. Ihre Beerdigung fand in der St. Sennen's Kirche in Sennen statt. Ihre Autobiographie The Crystal Cabinet wurde einige Monate nach ihrem Tod veröffentlicht. Ihr Bruder Anthony verübte 1941 Selbstmord, indem er sich aus dem Fenster stürzte.

## Werke
- Speed the Plough and other Stories, 1923
- Ashe of Rings, 1925
- Armed with Madness, 1928
- Imaginary Letters, 1928
- Death of Felicity Taverner, 1932
- Traps for Unbelievers, 1932
- Several Occasions, 1932
- Warning to Hikers, 1932
- The Macedonian, a study of king Alexander of Macedon, 1933
- Scenes from the Life of Cleopatra, 1935
- The Crystal Cabinet: My Childhood at Salterns, 1937
- Last Stories, 1938